# أدفانس وير
أدفانس وير هي لعبة فيديو حربية من تطوير إنتيليجنت سيستمز ومن نشر نينتندو، فكرة لعبة هي أنك تمتلك أرض ومال لشراء جيوش ومعدات عسكرية ويجب عليك أن تقوم باحتلال مناطق العدو المحيطة بك

## وصلات خارجية
- أدفانس وير على موقع IMDb (الإنجليزية)